# Coelomys
Coelomys is een ondergeslacht van het geslacht Mus dat voorkomt in de bergen van Zuid- en Zuidoost-Azië. Leden van dit ondergeslacht zijn kleine, spitsmuisachtige muizen met een geïsoleerde verspreiding op bergtoppen. Ze hebben een fluweelachtige of stekelige vacht en kleine ogen. Ze leven op de bosbodem.
Er zijn vier soorten:
- Mus crociduroides (West-Sumatra)
- Mus mayori (Sri Lanka)
- Mus pahari (Noordoost-India tot Zuidwest-Cambodja en Noord-Vietnam)
- Mus vulcani (West-Java)

Mus famulus is ook wel in Coelomys geplaatst, maar genetische en enkele morfologische gegevens wijzen op verwantschap met het ondergeslacht Mus.